# Fotogramas de Plata 2004
La 55a cerimònia de lliurament dels Fotogramas de Plata 2004, lliurats per la revista espanyola especialitzada en cinema Fotogramas, va tenir lloc el 7 de març de 2005 a la discoteca Joy Eslava de Madrid. Fou presentada per Anabel Alonso amb guió de Miguel Angel Fernández i Joaquín Górriz. El veredicte es produeix per votació dels lectors de la revista i a través de la seva pàgina web.
L'abril de 2005, com a continuació dels premis, es va convocar el primer premi de curtmetratges Fotogramas en Corto, que fou atorgat a Miguel C. Rodríguez i Francisco Pérez per Manolito Espinberg: une vie de cinéma.

## Candidatures

### Millor pel·lícula espanyola
| Pel·lícula  | Director           | Resultat   |
| ----------- | ------------------ | ---------- |
| Mar adentro | Alejandro Amenábar | Guanyadora |

### Millor pel·lícula estrangera
| Pel·lícula          | Director      | Resultat   |
| ------------------- | ------------- | ---------- |
| Lost in translation | Sofia Coppola | Guanyadora |

### Tota una vida
| Intèrpret       | Resultat   |
| --------------- | ---------- |
| Julieta Serrano | Guanyadora |

### Millor actriu de cinema
| actriu       | Pel·lícula                                | Resultat   |
| ------------ | ----------------------------------------- | ---------- |
| Pilar Bardem | María querida                             | Candidata  |
| Ana Belén    | Cosas que hacen que la vida valga la pena | Candidata  |
| Belén Rueda  | Mar adentro                               | Guanyadora |

### Millor actor de cinema
| Actor            | Pel·lícula      | Resultat  |
| ---------------- | --------------- | --------- |
| Javier Bardem    | Mar adentro     | Guanyador |
| Eduardo Noriega  | El Lobo         | Candidat  |
| Guillermo Toledo | Crimen ferpecto | Candidat  |

### Millor actor de televisió
| Actor           | Sèrie de televisió     | Resultat  |
| --------------- | ---------------------- | --------- |
| Luis Merlo      | Aquí no hay quien viva | Candidat  |
| Santi Millán    | 7 vidas                | Candidat  |
| Fernando Tejero | Aquí no hay quien viva | Guanyador |

### Millor actriu de televisió
| Actriu         | Sèrie de televisió     | Resultat   |
| -------------- | ---------------------- | ---------- |
| Malena Alterio | Aquí no hay quien viva | Candidata  |
| Carmen Machi   | 7 Vidas                | Guanyadora |
| Patricia Vico  | Hospital Central       | Candidata  |

### Millor actriu de teatre
| Actriu        | Muntatge                | Resultat   |
| ------------- | ----------------------- | ---------- |
| Núria Espert  | La Celestina            | Candidata  |
| Lola Herrera  | Cinco horas con Mario   | Guanyadora |
| Lucía Jiménez | El otro lado de la cama | Candidata  |

### Millor actor de teatre
| Actor/Companyia | Muntatge    | Resultat  |
| --------------- | ----------- | --------- |
| Héctor Alterio  | Yo, Claudio | Candidat  |
| Carmelo Gómez   | La cena     | Candidat  |
| Josep Maria Pou | El rey Lear | Guanyador |